# ISO 14001
La sigla ISO 14001 identifica una norma tecnica dell'Organizzazione internazionale per la normazione (ISO) sui sistemi di gestione ambientale (SGA) che fissa i requisiti di un sistema di gestione ambientale di una qualsiasi organizzazione. Fa parte della serie di norme ISO 14000 sviluppate dal comitato tecnico (TC, dall'inglese Technical Committee) ISO/TC 207. Tale norma può essere utilizzata per una certificazione, per un'auto-dichiarazione oppure semplicemente come linea guida per stabilire, attuare e migliorare un sistema di gestione ambientale.
La norma ISO 14001, giunta alla sua terza edizione del 2015, si ispira esplicitamente al modello PDCA (Plan-Do-Check-Act, detto anche ciclo di Deming dal nome del suo ideatore William Edwards Deming). Un'estesa linea guida è contenuta nella ISO 14004, che riporta i principi, sistemi e tecniche di supporto per i sistemi di gestione ambientale. Una più sintetica "guida all'uso" è contenuta nella stessa ISO 14001.
Nel febbraio del 2012 erano partiti i lavori della nuova revisione della norma (14001:2015 "Environmental management systems"), che l'ISO ha pubblicato il 15 settembre 2015.
Nel Febbraio 2024 è stato pubblicato l'emendamento ISO 14001:2015/Amd 1:2024 "AMENDMENT 1: Climate action changes" il quale inserisce in due requisiti legati all'analisi del contesto, punti 4.1 e 4.2, anche il determinare se il cambiamento climatico sia una questione rilevante per l'Organizzazione e se le parti interessate abbiano requisiti relativi al cambiamento climatico. Tale modifica ha implicitamente impatto su tutta la norma, in quanto, si deve tenere conto dell'analisi del contesto nel soddisfare gli altri requisiti di norma, in particolare per l'analisi delle opportunità e dei rischi 6.1. e degli aspetti ambientali.

## Cronologia
| Anno | Edizione                                   |
| ---- | ------------------------------------------ |
| 1996 | 1ª Edizione                                |
| 2004 | 2ª Edizione                                |
| 2015 | 3ª Edizione                                |
| 2024 | 3ª Ed. Amendment 1: Climate action changes |

## Certificazione
La norma ISO 14001 (tradotta in italiano nella UNI EN ISO 14001) è uno standard certificabile, ovvero è possibile ottenere, da un organismo di certificazione accreditato che operi entro determinate regole, attestazioni di conformità ai requisiti in essa contenuti. Certificarsi secondo la ISO 14001 non è obbligatorio, ma è frutto della scelta volontaria dell'azienda/organizzazione che decide di stabilire/attuare/mantenere attivo/migliorare un proprio sistema di gestione ambientale.
Tale certificazione ISO 14001 non attesta una particolare prestazione ambientale, né tanto meno dimostra un particolarmente basso impatto ambientale, ma piuttosto sta a dimostrare che l'organizzazione certificata ha un sistema di gestione adeguato a tenere sotto controllo gli impatti ambientali delle proprie attività, e ne ricerca sistematicamente il miglioramento in modo coerente, efficace e soprattutto sostenibile. La ISO 14001 non è quindi una certificazione di prodotto (come invece i marchi ecologici), bensì una certificazione di processo.

## Requisiti di un sistema di gestione ambientale
I requisiti previsti nella norma sono del tutto generali, applicabili a qualsiasi tipo di organizzazione e schematizzabili secondo il modello del miglioramento continuo definito dal ciclo di Deming Plan-Do-Check-Act, «Pianificare-Attuare-Verificare-Agire».

### Definizione di una politica ambientale
La politica ambientale è il quadro di riferimento sul quale impostare le attività e definire gli obiettivi ambientali. In altre parole, la definizione di una politica ambientale è la definizione della mission aziendale nei confronti dell'ambiente e costituisce l'impegno formale che l'alta direzione dell'organizzazione assume nei confronti del miglioramento continuo, adeguatezza e diffusione del sistema di gestione ambientale.

### Pianificare (PLAN)
La fase di pianificazione consiste nell'attuazione e mantenimento di procedure per:
- Identificare gli "aspetti ambientali" dell'organizzazione, stabilire, cioè, in che modo le attività, i processi, i prodotti aziendali possono avere impatto sull'ambiente e definire un criterio di valutazione della significatività/criticità di tali impatti; entrando nel caso specifico, gli impatti ambientali sono molto differenti da industria ad industria:
  - Industria chimica e petrolchimica: emissioni, scarichi idrici, sostanze pericolose, rischi di incidenti
  - Industria automobilistica: emissioni, scarichi, scarti di produzione PVC, motori a basso impatto ambientale, riutilizzo olio esausto
  - Industria nucleare: rifiuto radioattivo, trattamento acqua per raffreddamento reattore
  - Industria elettronica e telecomunicazioni: emissioni, scarichi idrici, batterie esaurite, radiazioni radioelettriche, apparati obsoleti
  - Industria alimentare: scarichi idrici, rifiuti organici, materiale di scarto da produzione
  - Industria tessile, abbigliamento: emissioni, scarichi idrici, scarti, rifiuti solventi per il trattamento del pellame
  - industria metalmeccanica: emissioni in atmosfera (ad esempio da impianti di saldatura o verniciatura), scarichi idrici, sostanze pericolose (etichettatura conforme, trasporto in sicurezza, ecc..), rifiuti pericolosi (ad es. oli esausti, scarti di verniciatura, ecc.).
- Identificare e definire i criteri di applicazione delle «Prescrizioni legali e altre prescrizioni».
- Definire, attuare e mantenere gli «obiettivi e traguardi ambientali» ed i relativi «Programmi ambientali» per conseguirli, coerentemente con quanto stabilito dalla politica ambientale e con le prescrizioni.

### Attuare (DO)
Quanto definito nella politica, negli obiettivi/traguardi e nei programmi ambientali deve poi essere concretamente realizzato tramite:
- Definizione di «risorse, ruoli, responsabilità e autorità» relative al sistema di gestione ambientale. In particolare è prevista la definizione di un «rappresentante della direzione», che nella maggior parte dei casi le aziende chiamano "responsabile del sistema di gestione ambientale".
- Definizione, attuazione e mantenimento di procedure affinché «competenza, formazione e consapevolezza» delle persone (quelle che lavorano per l'organizzazione e per conto di essa) le cui attività hanno impatti ambientali significativi, siano sempre adeguate alle esigenze e congrue rispetto al perseguimento della politica ambientale.
- Definizione, attuazione e mantenimento di procedure per stabilire un efficace sistema di «comunicazione» all'interno dell'organizzazione e verso l'esterno.
- Definizione, attuazione e mantenimento di procedure per l'emissione, il riesame, la modifica, l'aggiornamento, la disponibilità, l'accessibilità, il controllo della «Documentazione» del sistema di gestione ambientale di cui fanno sempre parte: politica ambientale, obiettivi, traguardi, registrazioni, procedure.
- Regolamentazione tramite opportune procedure, costituenti il «Controllo operativo» del sistema di gestione ambientale, delle attività e delle operazioni relative agli aspetti ambientali risultati significativi e quelle connesse al raggiungimento della politica e degli obiettivi.
- Definizione, attuazione e mantenimento di procedure per l'individuazione e la riduzione del danno (riduzione degli impatti ambientali negativi) delle potenziali emergenze ambientali. Ciò costituisce il modo in cui l'organizzazione stabilisce la propria «preparazione e risposta alle emergenze».

### Verificare (CHECK)
L'operatività definita e posta in essere secondo quanto sopra descritto deve essere sottoposta ad un opportuno regime di verifica, per dare evidenza e tenere sotto controllo l'efficacia e la correttezza dell'attuazione del sistema di gestione. Ciò deve avvenire tramite:
- «Sorveglianza e misurazione», vale a dire la definizione, l'attuazione ed il mantenimento di procedure per il continuo monitoraggio: delle operazioni che possono avere impatti ambientali significativi, del raggiungimento degli obiettivi prefissati, della corretta taratura della strumentazione di monitoraggio ambientale.
- Analogamente occorre impostare un sistema di «valutazione del rispetto delle prescrizioni», con cui l'organizzazione possa periodicamente verificare (e registrare) in che misura le prescrizioni legali e le altre eventuali prescrizioni sottoscritte siano rispettate.
- La gestione delle «non conformità, azioni correttive ed azioni preventive» è il modo con cui l'organizzazione, poi, ha impostato il proprio sistema per affrontare l'eventualità di un mancato soddisfacimento di un requisito, prevenirne le cause ed attenuarne gli effetti negativi, definire e controllare le contromisure.
- «Controllo delle registrazioni»
- «Audit interno»

### Agire (ACT)
- «Riesame della direzione»

## Principali requisiti della norma
La ISO 14001:2015 adotta lo schema "ISO High Structure Level (HSL)" in 10 capitoli nella seguente suddivisione:
- 1 Scopo
- 2 Norme di riferimento
- 3 Termini e definizioni
- 4 Contesto dell'organizzazione
  - 4.1 Comprendere l’organizzazione e il suo contesto
  - 4.2 Comprendere le esigenze e le aspettative delle parti interessate
  - 4.3 Determinare il campo di applicazione del sistema di gestione ambientale
  - 4.4 Sistema di gestione ambientale
- 5 Leadership
  - 5.1 Leadership e impegno
  - 5.2 Politica ambientale
  - 5.3 Ruoli, responsabilità e autorità nell’organizzazione
- 6 Pianificazione
  - 6.1 Azioni per affrontare rischi e opportunità
  - 6.2 Obiettivi ambientali e pianificazione per il loro raggiungimento
- 7 Supporto
  - 7.1 Risorse
  - 7.2 Competenza
  - 7.3 Consapevolezza
  - 7.4 Comunicazione
  - 7.5 Informazioni documentate
- 8 Attività operative
  - 8.1 Pianificazione e controllo operativi
  - 8.2 Preparazione e risposta alle emergenze
- 9 Valutazione delle prestazioni
  - 9.1 Monitoraggio, misurazione, analisi e valutazione
  - 9.2 Audit interno
  - 9.3 Riesame di direzione
- 10 Miglioramento
  - 10.1 Generalità
  - 10.2 Non conformità e azioni correttive
  - 10.3 Miglioramento continuo

## Integrazione delle norme
Riguardo agli aspetti formali, la ISO 14001 ha la stessa struttura di tutte le norme ISO riferite a sistemi quali ISO 9001, ISO 9004, ISO 45001.
Tutte queste norme, in ottica di integrazione, ovvero di fusione reciproca, sono costruite per essere «copie conformi», ovvero hanno la numerazione dei capitoli e dei temi tale da essere confrontabile ed equivalente tra loro. 
Al termine di tutte le norme ISO sono presenti sempre tabelle di corrispondenza riferite alle norme al momento in essere.
A partire dal 2000 si è resa necessaria l'integrazione graduale dei sistemi ISO e/o di sistemi equivalenti di certificazione:
- ISO 9001:2015
- ISO 14001:2015
- ISO 45001:2018
- SA 8000:2014
- ISO 50001:2018

è nata così l'integrazione dei sistemi qualità, ambiente, sicurezza ed etica. Tale integrazione è stata fortemente sponsorizzata da enti di certificazione ed enti di accreditamento, anche se il modello EFQM aveva già di per sé individuato da circa 20 anni la logica di integrazione indicata. Attualmente non esiste però una norma internazionale integrata certificabile per la gestione aziendale che riunisca tutti o parte di questi temi. Il British Standard Institution ha sviluppato uno standard di integrazione della gestione qualità - ambiente - sicurezza - responsabilità sociale - ecc., il BS PAS 99.